# آلفرد لومر
آلفرد ژان باتیست لومر (به فرانسوی: Alfred Jean-Baptiste Lemaire) (۲۵ دی ۱۲۲۰، ایری-سو-لا-لیس - ۴ اسفند ۱۲۸۵، تهران) موسیقی‌دان نظامی فرانسوی بود که در سال ۱۲۴۷ خورشیدی در زمان پادشاهی ناصرالدین‌شاه قاجار (۱۲۲۶–۱۲۷۵ ه‍.خ) به ایران آمد تا به دانشجویان بخش موسیقی دارالفنون آموزش دهد.
او هارمونی را به موسیقی ایرانی معرفی کرد، قطعات زیادی با الهام از موسیقی ایرانی ساخت و موسیقی‌دانان برجسته‌ای از جمله ابراهیم آژنگ تربیت کرد.
او نخستین کسی است که خط نت را در ایران تدریس کرد و کوشش‌هایی برای ثبت موسیقی سنتی ایران کرده‌است.
نخستین کتاب تئوری موسیقی غربی در ایران به نام "نام نامه"، توسط "موسیو لومر فرانسوی" به نگارش درآمد. لومر دو کتاب تئوری نوشت که در جلد دوم به بحث هارمونی می‌پردازد. دو کتاب او توسط "مزین الدوله" به فارسی ترجمه و با چاپ سنگی در ۱۳۰۱ هـ.ق. در چاپخانه دارالفنون چاپ گردید.
همچنین او قطعه‌ای بی کلام به نام سلام شاه (نام جاوید وطن) به دستور ناصرالدین شاه ساخت. شاه پیش از نخستین سفرش به اروپا در سال ۱۸۷۳ م. (برابر ۱۲۵۲ ه‍. خ و ۱۲۹۰ ه‍.ق) دستور ساخت مارشی را به او داده بود که در دیدارهای رسمی شاه در کنار سرودهای ملی دیگر کشورها نواخته شود. این مارش بی‌کلام «سلام شاه» نامیده شد و در مراسم‌های رسمی به جای سرود ملی ایران به کار رفت. به همین دلیل، اروپاییان از آن به عنوان  سرود ملی ایران یاد کرده‌اند.

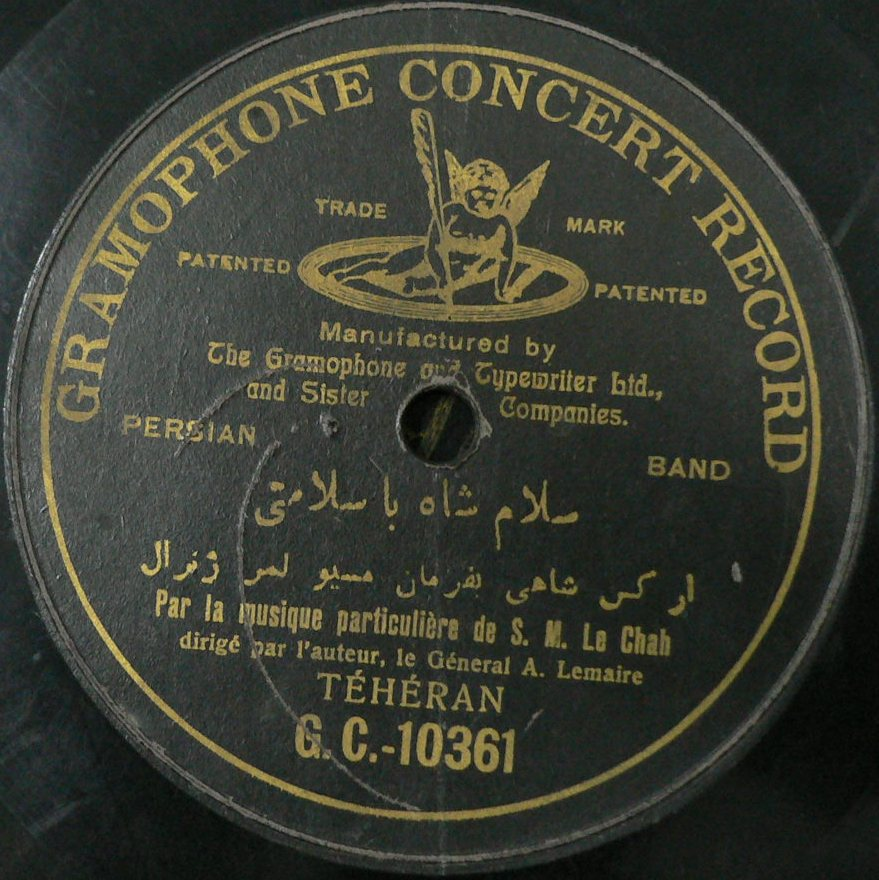
صفحه گرامافون سلام شاه

این آهنگ برای پیانو نوشته شد و در دورهٔ مظفرالدین‌شاه بر روی صفحه هم ضبط شد. بر روی برچسب صفحهٔ این سرود عنوان "سلام شاه با سلامتی، ارکس شاهی به فرمان مسیو لومر ژنرال" حک شده‌است که نت این سرود در  آرشیو ملی فرانسه موجود است.

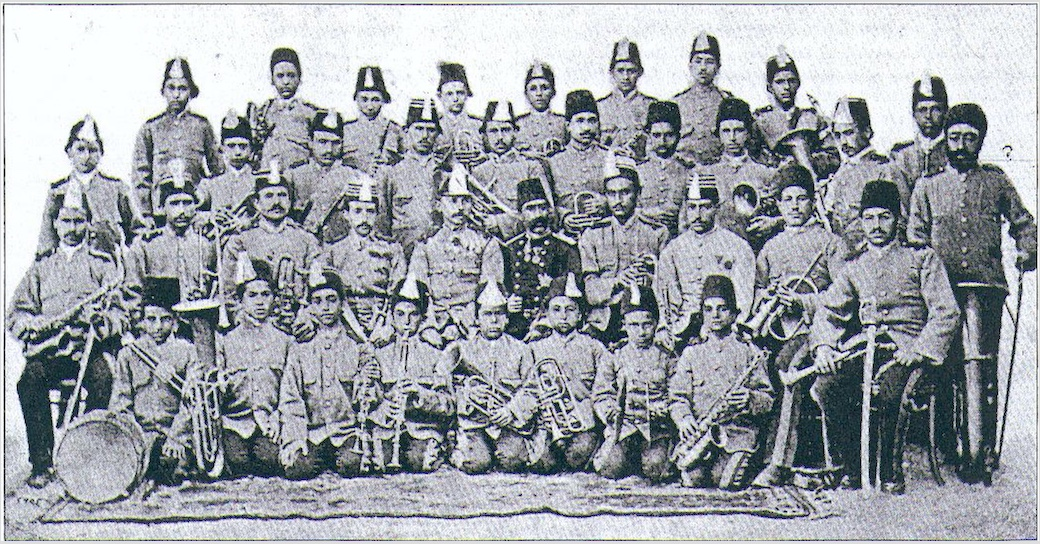
دسته موسیقی سلطنتی ناصرالدین شاه؛ آلفرد لومر ششمین نفر از راست در ردیف دوم

موسیو لومر در ۲۵ دی ۱۲۲۰ در ایری-سو-لا-لیس شمال فرانسه متولد گردید و در ۴ اسفند ۱۲۸۵ در تهران دیده از جهان فروبست. آرامگاه او در گورستان دولاب قرار دارد.

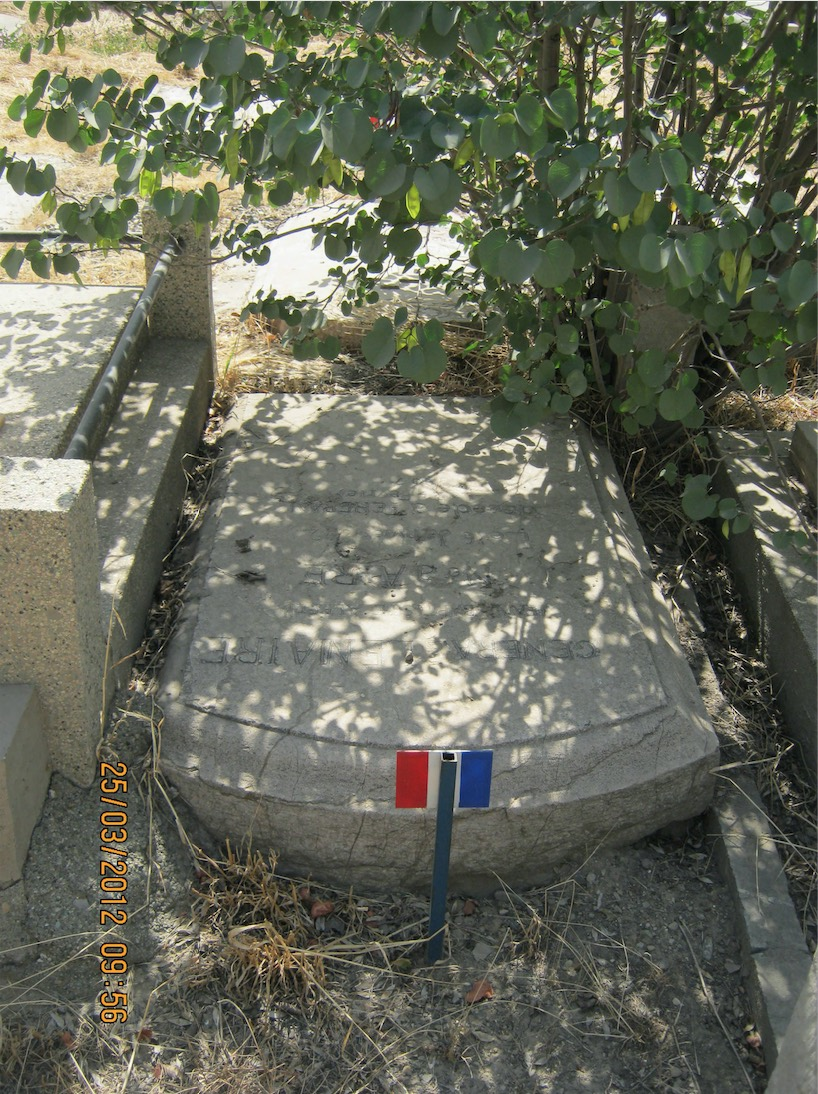
سنگ قبر آلفرد ژان باتیست لومر در گورستان دولاب تهران

در سال ۱۳۹۴، مهران پورمندان، مستندی ۵۲ دقیقه‌ای راجع‌به زندگی لومر با عنوان «یک موسیقی دان در دربار قاجار» را کارگردانی کرد.